# Stefan Dembicki
Stefan Dembicki (ur. 15 lipca 1913 w Marten, zm. 23 września 1985) – francuski piłkarz polskiego pochodzenia. Znany m.in. ze strzelenia szesnastu bramek w jednym spotkaniu (Lens – Aubry-Asturias 32-0).